# Yli Lompolo
Yli Lompolo, Yli Lombolo, är en grund myrsjö väster om stadsdelen Lombolo i Kiruna. Sjön gränsar i syd-, sydväst till myrmarker och i norr till E10:an. 
Yli Lompolo har tillflöde från Luossajärvi via Luossajoki i norr, och avvattnas via Luossajoki till Ala Lompolo i söder. Eftersom sjön är så grund (medeldjupet är ungefär en meter) består bottnen främst av så kallad erosions- och transportbotten, vilket innebär att partiklar inte sedimenterar och stannar kvar på botten särskilt länge utan forslas vidare nerströms.
Fram till 1954-55, då ett reningsverk byggdes, mottog sjön det kommunala avloppsvattnet via Luossajoki. Avloppsvattnet var orenat och innehöll dessutom höga halter av diverse tungmetaller, särskilt kvicksilver, främst från gruvverksamheten i Kiirunavaara vid Luossajärvi. Höga halter av kvicksilver återfinns än idag i sedimenten.
De båda lompolosjöarna är häckningsplatser för ett antal fåglar, bland annat svarthakedopping och salskrake. Även sångsvanar och änder brukar hålla till i vattnen.